# María Rocco
María Eugenia Rocco (* 22. August 1979) ist eine argentinische Fußballschiedsrichterassistentin.
Seit 2008 steht sie auf der Liste der FIFA-Schiedsrichter und leitet internationale Fußballpartien.
Rocco war unter anderem Schiedsrichterassistentin beim olympischen Fußballturnier 2008 in Peking, bei der Weltmeisterschaft 2011 in Deutschland (jeweils als Assistentin von Estela Álvarez), beim olympischen Fußballturnier 2012 in London, bei der U-20-Weltmeisterschaft 2014 in Kanada, bei der Weltmeisterschaft 2015 in Kanada (jeweils als Assistentin von Salomé di Iorio) und bei der U-17-Weltmeisterschaft 2018 in Uruguay (als Assistentin von Laura Fortunato).